# Короткевич, Николай Александрович
Николай Александрович Короткевич (10 сентября 1929, Коротьки, Могилёвский округ — 26 января 2018, Гомель) — советский хозяйственный, государственный и политический деятель, Герой Социалистического Труда.

## Биография
Родился в 1929 году в деревне Коротьки. Член КПСС.
С 1944 года — на хозяйственной, общественной и политической работе. В 1944—1989 гг. — работник Кормянской машинно-тракторной станции, формовщик литейного завода в городе Каунас Литовской ССР, военнослужащий Советской Армии, комбайнер-механик Кормянской МТС, электросварщик, комбайнер совхоза «Кормянский» Кормянского района Гомельской области Белорусской ССР.
Указом Президиума Верховного Совета СССР от 29 марта 1978 года присвоено звание Героя Социалистического Труда с вручением ордена Ленина и золотой медали «Серп и Молот».
Избирался депутатом Верховного Совета Белорусской ССР 10-го созыва. Делегат XXVI съезда КПСС.
Жил в агрогородке Коротьки Кормянского района.